# فيونا غرام
فيونا غرام أستاذة في الأنثروبولوجيا من أصول أسترالية وهي تعمل الآن كجيشا في اليابان. بدأت مسيرتها كجيشا سنة 2007 تحديدا في اساكوسا، طوكيو تحت اسم Sayuki . تقدم فيونا غرام محاضرات حول ثقافة الغيشا في كلية الدراسات الدولية في جامعة واسيدا طوكيو.

## السيرة الذاتية
تحصلت فيونا غرام على أول درجة في علم النفس والتدريس من جامعة كيو اليابانية لتكون أول أجنبية تتخرج من هذه جامعة، واصلت فيونا غرام تفوقها لتتحصل فيما بعد على ماجستير في إدارة الأعمال من جامعة أكسفورد قبل إتمام شهادة الدكتوراه في الأنثروبولوجيا الاجتماعية في نفس الجامعة.
قبل الحصول على شهادة الدكتوراه في الأنثروبولوجيا الاجتماعية من جامعة أكسفورد في عام 2001، أمضت فيونا غرام سنوات عديدة في اليابان حيث قامت بعمل ميداني واسع شمل عدة مجالات، إضافة إلى عملها مع أشهر وسائل الإعلام نذكر منها Kyodo News و رويترز، و عملت كمنتجة أفلام وثائقية لشبكة (NHK) اليابانية.

## عملها المهني ونشاطها في مجال الجيشا
في 19 ديسمبر 2007، بدئت فيونا غرام مسيرتها رسميا كجيشا تحت اسم Sayuki، وهو ما يعني «السعادة الشفافة» في منطقة أساكوسا. وكانت أول امرأة أجنبية تدخل عالم الجيشا. في سنة 2011، قامت بافتتاح منزل مختص في تدريب الجيشا الشباب.
تميزت فيونا غرام بعملها الميداني رفيع المستوى في اليابان وحول العالم حيث ساهمت في عديد الكتابات والبحوث في ميدان الأنثروبولوجيا وقد نشرت أعمالها في أشهر وسائل الإعلام، عملت كذلك كمقدمة برامج ثقافية في شاشة التلفزيون اليابانية. بالإضافة إلى ذلك، فقد نشرت مقالات في أعمدة صحف يابانية نذكر عل سبيل الذكر Mainichi و Asahi newspapers.

## الجوائز والتكريمات
- 2014 دعوة من الحكومة اليابانية لتقديم عرض جيشا تخليداً لذكرى ال150 للعلاقات السويسرية اليابانية
- 2010 رشحت للحصول على تمويل من الحكومة اليابانية (JSPS) من معهد بحوث Nichibunken
- 2010 تحصلت على منحت انديفور من الحكومة الأسترالية (20,000 $ ).
- 2007 تحصلت على منحة من جمعية المؤلفين البريطانيين (5000 $)
- 2005 فازت بجائزة أحسن عمل وثائقي (Asia Television Forum Superpitch).
- 2005 تحصلت عل منحة كلية الآداب والعلوم الاجتماعية من جامعة سنغافورة الدولية (5000 $)
- 2000 نادي المراسلين الأجانب 2000 "جائزة الصحافة اليابان (5000 $)
- 1999 تحصلت على منحة مؤسسة السينما اليابانية (35,000 $)